# 金山堂
金山堂，位于中国福建省永泰县洑口乡洑口村，由大厅、左右厢房、天井及左右书院组成，占地面积1650.8平方米，建筑面积513.86平方米。金山堂面阔七间，进深九柱，穿斗式木结构，歇山顶。2009年11月16日公布为第七批福建省文物保护单位。